# 成田賢壱
成田 賢壱（なりた けんいち、1980年6月25日 - ）は、日本の俳優・アートディレクター・政治活動家・社会活動家。

## 出演

### 映画
- ベースメント - 大河原幸次 役
- CONNECTION-コネクション- 売人カラス 役

### ドラマ
- いちばん暗いのは夜明け前 - 第6話 コウイチ 役
- 零のかなたへ～THE WINDS OF GOD～ - 衛生兵 役

### イベント出演
- 人生を変える授業オンライン - Kiki／アメリカで大麻ビジネス起業したらこうなった。医療大麻のリアルと日本からでも始められる大麻ビジネス。